# Équipe de Tunisie de football à la Coupe d'Afrique des nations 2006
L'équipe de Tunisie de football participe à la coupe d'Afrique des nations 2006 organisée en Égypte du 20 janvier au 10 février 2006. La Tunisie termine à la septième place de la compétition.

## Qualifications
En terminant à la première place du groupe 5, la Tunisie se qualifie pour la CAN 2006 le 8 octobre 2005.
En terminant aux deuxième et troisième places de ce groupe, le Maroc et la Guinée se qualifient également.
| Rang | Équipe   | Pts | J  | G | N | P | Bp | Bc | Diff |  | Résultats (▼ dom., ► ext.) |     |     |     |     |     |     |
| ---- | -------- | --- | -- | - | - | - | -- | -- | ---- |  | -------------------------- | --- | --- | --- | --- | --- | --- |
| 1    | Tunisie  | 21  | 10 | 6 | 3 | 1 | 25 | 9  | +16  |  | Tunisie                    |     | 2-2 | 2-0 | 1-0 | 4-1 | 7-0 |
| 2    | Maroc    | 20  | 10 | 5 | 5 | 0 | 17 | 7  | +10  |  | Maroc                      | 1-1 |     | 1-0 | 5-1 | 1-0 | 4-1 |
| 3    | Guinée   | 17  | 10 | 5 | 2 | 3 | 15 | 10 | +5   |  | Guinée                     | 2-1 | 1-1 |     | 1-0 | 4-0 | 3-1 |
| 4    | Kenya    | 10  | 10 | 3 | 1 | 6 | 8  | 17 | -9   |  | Kenya                      | 0-2 | 0-0 | 2-1 |     | 1-0 | 3-2 |
| 5    | Botswana | 9   | 10 | 3 | 0 | 7 | 10 | 18 | -8   |  | Botswana                   | 1-3 | 0-1 | 1-2 | 2-1 |     | 2-0 |
| 6    | Malawi   | 6   | 10 | 1 | 3 | 6 | 12 | 26 | -14  |  | Malawi                     | 2-2 | 1-1 | 1-1 | 3-0 | 1-3 |     |

## Équipe

### Effectif
| N°                 | Nom                | Club                           |
| Gardiens de but    |                    |                                |
| 1                  | Ali Boumnijel      | Club africain                  |
| 16                 | Khaled Fadhel      | Kayseri Erciyesspor ( Turquie) |
| 22                 | Hamdi Kasraoui     | Espérance de Tunis             |
| Défenseurs         |                    |                                |
| 6                  | Hatem Trabelsi     | Ajax Amsterdam ( Pays-Bas)     |
| 15                 | Radhi Jaïdi        | Bolton Wanderers ( Angleterre) |
| 19                 | Anis Ayari         | Samsunspor ( Turquie)          |
| 21                 | Amir Haj Massaoud  | CS Sfax                        |
| 2                  | Issam Merdassi     | CS Sfax                        |
| 3                  | Karim Haggui       | RC Strasbourg ( France)        |
| 20                 | José Clayton       | Al-Sadd Doha ( Qatar)          |
| Milieux de terrain |                    |                                |
| 7                  | Chaouki Ben Saada  | SC Bastia ( France)            |
| 14                 | Adel Chedli        | FC Nuremberg ( Allemagne)      |
| 10                 | Kaïs Ghodhbane     | Samsunspor ( Turquie)          |
| 4                  | Sofiène Melliti    | Vorskla Poltava ( Ukraine)     |
| 12                 | Jawhar Mnari       | FC Nuremberg ( Allemagne)      |
| 18                 | Selim Benachour    | Vitoria Guimarães ( Portugal)  |
| 13                 | Riadh Bouazizi     | Kayserispor ( Turquie)         |
| 8                  | Hamed Namouchi     | Glasgow Rangers ( Écosse)      |
| Attaquants         |                    |                                |
| 23                 | Amine Eltaif       | Espérance de Tunis             |
| 5                  | Ziad Jaziri        | ES Troyes AC ( France)         |
| 9                  | Haikel Gmamdia     | RC Strasbourg ( France)        |
| 17                 | Issam Jemâa        | RC Lens ( France)              |
| 11                 | Francileudo Santos | Toulouse FC ( France)          |

Karim Saïdi (Feyenoord Rotterdam) blessé avant le début de la compétition, est remplacé par Amir Haj Massaoud.

### Maillot
Pour la coupe d'Afrique des nations de football 2006, l'équipementier de l'équipe, Puma, lui a confectionné un maillot spécifique pour la compétition.
| Couleurs | Blanc et rouge |                |                |
| Marque   | Puma           |                |                |
| Domicile | Extérieur      | Gardien de But | Gardien de But |

## Compétition
L'année suivante, l'équipe réussit à se qualifier pour la CAN 2006 mais ne réussit pas à défendre son titre continental, s'inclinant face au Nigeria en quarts de finale (6-5 aux tirs au but) après un match nul (1-1) et un bon départ en phase de groupes marqué par des victoires contre la Zambie (4-1) et l'Afrique du Sud (2-0).

### Phase de poules
| Place |                | Pts | J | G | N | P | Buts + | Buts - | Diff. |
| 1er   | Guinée         | 9   | 3 | 3 | 0 | 0 | 7      | 1      | +6    |
| 2e    | Tunisie        | 6   | 3 | 2 | 0 | 1 | 6      | 4      | +2    |
| 3e    | Zambie         | 3   | 3 | 1 | 0 | 2 | 3      | 6      | -3    |
| 4e    | Afrique du Sud | 0   | 3 | 0 | 0 | 3 | 0      | 5      | -5    |

| 22 janvier 2006 | Tunisie                                 | 4 – 1 | Zambie      | Stade Haras El-Hedood, Alexandrie |                          |
| 17h15           | Dos Santos 35e 82e 90+3e · Bouazizi 53e |       | 9e Chamanga | Arbitrage : Eddy Maillet          | Arbitrage : Eddy Maillet |

| 26 janvier 2006 | Tunisie                        | 2 – 0 | Afrique du Sud | Stade Haras El-Hedood, Alexandrie |                                  |
| 20h00           | Dos Santos 32e · Benachour 58e |       |                | Arbitrage : Raphaël Evehe Divine  | Arbitrage : Raphaël Evehe Divine |

| 30 janvier 2006 | Tunisie | 0 – 3 | Guinée                                          | Stade Haras El-Hedood, Alexandrie |                            |
| 19h00           |         |       | 16e O. Bangoura · 70e Feindouno · 90+1e Diawara | Arbitrage : Shamsul Maidin        | Arbitrage : Shamsul Maidin |

### Phase à élimination directe
| 4 février 2006 | Nigeria                                                              | 1 – 1 a. p.       | Tunisie                                                                                  | Stade de Port-Saïd, Port-Saïd                 |                                               |
| 15h00          | Obinna 6e                                                            |                   | 49e Haggui                                                                               | Spectateurs : 10 000 Arbitrage : Eddy Maillet | Spectateurs : 10 000 Arbitrage : Eddy Maillet |
| 15h00          | Yobo · Taiwo · Ayila · Obinna · Martins · Obi Mikel · Enyeama · Kanu | Tirs au but 6 – 5 | Namouchi · Gmamdia · Chedli · Benachour · Clayton · Boumnijel · Hadj Massaoud · Bouazizi | Spectateurs : 10 000 Arbitrage : Eddy Maillet | Spectateurs : 10 000 Arbitrage : Eddy Maillet |

## Buteurs
| Classement | Nom                | But(s) |
| 1          | Francileudo Santos | 4      |
| 2          | Riadh Bouazizi     | 1      |
| -          | Selim Benachour    | 1      |
| -          | Karim Haggui       | 1      |